# Solución del vacío
En relatividad general, una solución del vacío es una distribución Lorentziana en la que el tensor de Einstein desaparece idénticamente. De acuerdo con las ecuaciones de campo de Einstein, esto significa que el tensor de energía-impulso también desaparece idénticamente, ya que ninguna materia o campos no gravitacionales, están presentes.
Más genéricamente, una región del vacío es una distribución Lorentziana y una región en la cual el tensor de Einstein desaparece.

## Condiciones equivalentes
Es un hecho matemático que el tensor de Einstein desaparece sí y solamente sí el tensor de Ricci desaparece. Esto se deduce del hecho de que estos tensores de segundo orden se encuentran en una relación de tipo doble; y son el reverso de traza de cada uno:
{\displaystyle G_{ab}=R_{ab}-{\frac {R}{2}}\,g_{ab},\;\;R_{ab}=G_{ab}-{\frac {G}{2}}\,g_{ab}}
donde las trazas son {\displaystyle R={R^{a}}_{a},\;\;G={G^{a}}_{a}=-R}.
En una tercera condición equivalente, se deduce la descomposición de Ricci, del tensor de curvatura de Riemann como suma del tensor de curvatura de Weyl en términos construidos a patir del tensor de Ricci: donde los tensores de Weyl y Riemann son conformes, Rabcd = Cabcd en alguna región y si y sólo si se trata de una región del vacío.

## Energía gravitacional
Al establecerse que {\displaystyle T^{ab}=0} en una región del vacío, podría entenderse de acuerdo con la teoría de la relatividad general, que las regiones del vacío no deben contener energía. No obstante, el campo gravitacional sigue siendo operativo, por tanto, podemos esperar que tenga energía, y de hecho la tiene. Sin embargo, determinar la localización precisa de este campo de energía gravitacional es, técnicamente, bastante problemático en lo que concierne a la teoría de la relatividad general, dada la propia naturaleza de la separación limpia en lo relativo a una interacción gravitacional universal, así como "todo lo demás".
El hecho de que el campo gravitacional en sí mismo posea energía, permite una vía para el entendimiento a la no-linearidad de la ecuación de campo de Einstein: este campo de energía gravitacional, produce en sí mismo más gravedad. Esto significa que el campo gravitacional fuera del sol es un poco más fuerte, de acuerdo con la teoría de la Relatividad General en yuxtaposición a lo que establece la teoría de Newton.

## Ejemplos
Ejemplos ampliamente conocidos de soluciones explícitas del vacío incluyen:
- El Espacio-tiempo de Minkowski (el cual describe un espacio vacío sin constante cosmológica),
- El Modelo Milne (el cual es un modelo desarrollado por E. A. Milne describiendo un universo vacío que no tiene curvatura),
- El Vacío Schwarzschild (el cual describe una geometría espaciotiempo alrededor de una masa esférica),
- El Vació Kerr (el cual describe la geometría alrededor de un objeto en rotación)
- El Vacío Taub-NUT (un famoso contraejemplo que describe el campo gravitacional exterior de un objeto aislado con extrañas propiedades),
- El vacío Kerns-Wild (Robert M. Kerns y Walter J. Wild 1982) (que describe un objeto Schwarzschild inmerso en el ambiente de un campo gravitacional "casi uniforme"),
- El Doble Vacío Kerr (que describe a dos objetos Kerr que comparten el mismo eje de rotación, pero mantenidos aparte por "cables" compuestos por una masa activa zero no física, que van hacia puntos de suspensión que se alejan infinitamente),
- El Vacío de Khan-Penrose (K. A. Khan y Roger Penrose 1971) (que describe un modelo simple de onda plana en colisión)
- El vacío Ozváth–Schücking (que describe a la onda gravitacional sinusoidal y circularmente polarizada, el cual es otro famoso contraejemplo),
- La métrica Kasner

Todas estas, pertenecen a una o más familias de soluciones generales:
- El Vacío-Weyl (Hermann Weyl) (que representa a la familia de todas las soluciones estáticas del vacío),
- El Vacío Beck (Guido Beck 1925) (que representa a la familia de todas las soluciones del vacío no-rotantes y cilíndricamente simétricas),
- El Vacío Ernst (Frederick J. Ernst 1968) (que representa a la familia de todas las soluciones del vacío estacionariamente ejesimétricas),
- El Vacío Ehlers (Jürgen Ehlers) (que representa a la familia de soluciones del vacío cilíndricamente simétricas),
- El Vacío Szekeres (George Szekeres) (que representa a la familia de todos los modelos de ondas planas gravitacionales en colisión),
- El Vacío Gowdy (Robert H. Gowdy) (modelos cosmológicos construidos usando ondas gravitacionales),

Varias de las familias que se han mencionado aquí, y que forman parte de aquellas que se obtienen mediante una adecuada solución a ecuaciones en derivadas parciales, lineales o no lineales, reales o complejas, acaban al final estando íntimamente relacionadas; algunas veces incluso de formas muy sorprendentes.
Además de estas, también tenemos el vacío de espacio tiempo de Ondas-PP, que incluye las ondas planas gravitacionales.
- Datos: Q7908077